# يوكي تاناكا (لاعبة كرة طائرة)
يوكي تاناكا (19 أغسطس 1981 في اليابان - ) هي لاعبة كرة طائرة يابانية.

## وصلات خارجية
- يوكي تاناكا على موقع الدوري الياباني (مؤرشف) (اليابانية)